# Caecilia volcani
Caecilia volcani es una especie de anfibios de la familia Caeciliidae.
Es endémica del oeste y centro de Panamá.
Sus hábitats naturales incluyen bosques tropicales o subtropicales húmedos y a baja altitud, plantaciones, jardines rurales y zonas previamente boscosas ahora muy degradadas.